# Polytechnikum Mailand

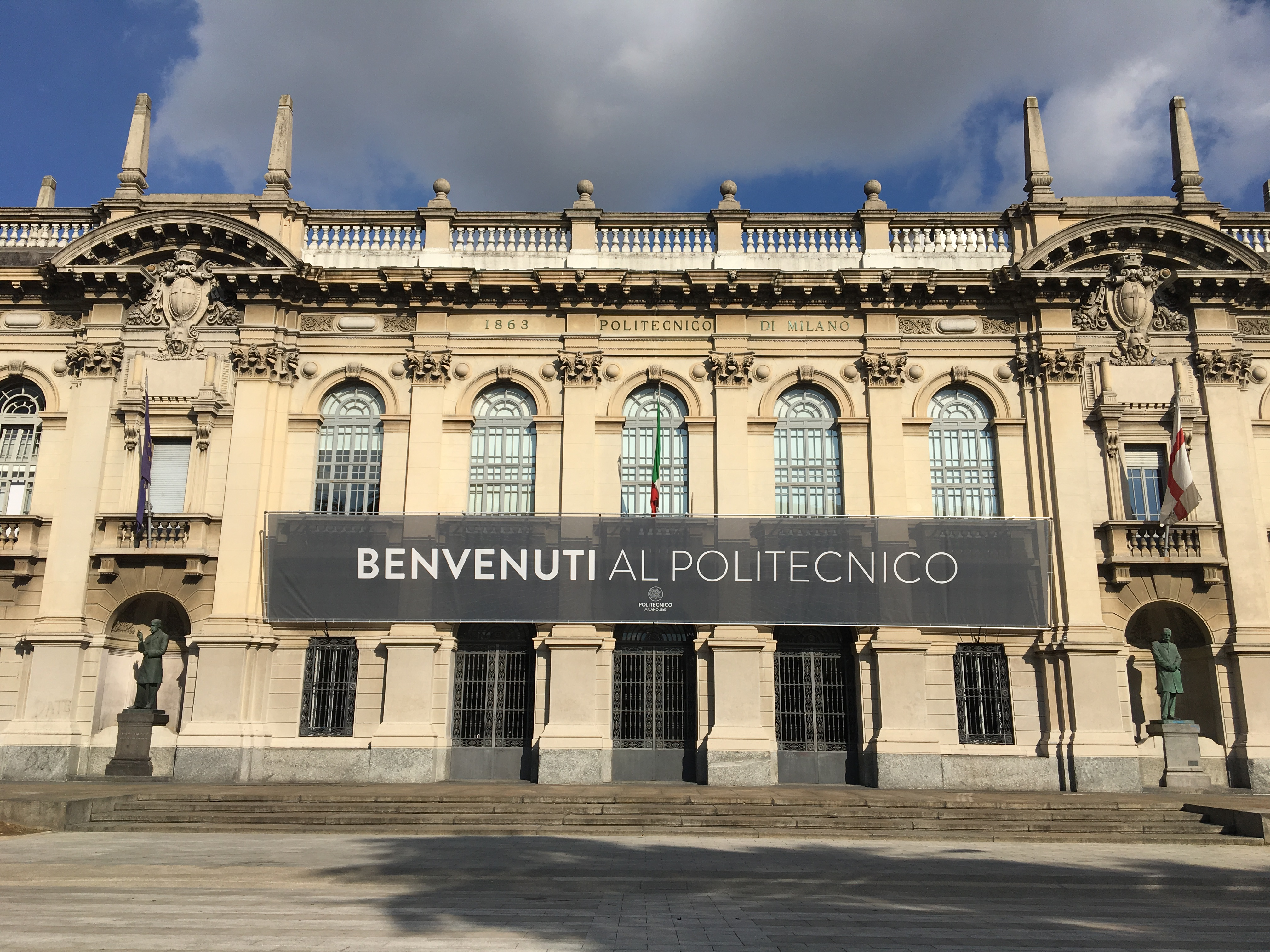
Fassade des Hauptgebäudes des Polytechnikums

Das Polytechnikum Mailand (auch Politechnikum Mailand oder Polytechnische Universität Mailand; italienisch: Politecnico di Milano) ist eine staatliche ingenieurwissenschaftliche Technische Universität in der italienischen Stadt Mailand.

## Geschichte
Die Gründung erfolgte im Jahr 1863 von Gelehrten und einflussreichen Industriefamilien Mailands als „Istituto Tecnico Superiore“. Gründungsrektor war der Mathematiker Francesco Brioschi; weitere bekannte Professoren Luigi Cremona und Giulio Natta, Nobelpreisträger für Chemie 1963.
Das Politecnico, das 1937 seine heutige Bezeichnung erhielt, gilt als eine der führenden europäischen Hochschulen für Ingenieurwesen, Architektur und Design.

## Organisation
Die Hochschule besteht aus 17 Fachbereichen und einem Netzwerk von neun „Schools“ in sieben Campus, verteilt über die Regionen Lombardia und Emilia-Romagna:
- Campus Leonardo liegt an der Piazza Leonardo da Vinci in Mailand und besteht seit 1927. Heute erstreckt er sich über mehrere kleinere Campus, die in unmittelbarer Nähe liegen (Campus Leonardo, Campus Bonardi, Campus Clericetti, Campus Mancinelli, Campus Gran Sasso und Campus Colombo).
- Campus Bovisa liegt im Mailänder Stadtteil Bovisa und besteht seit 1989. Der Campus Bovisa setzt sich heute aus dem Campus Durando (eröffnet 1994) und dem Campus La Masa (eröffnet 1997) zusammen.
- Campus Como besteht seit 1987.
- Campus Cremona besteht seit 1987.
- Campus Lecco besteht seit dem Beginn der 90er.
- Campus Mantova besteht seit 1999.
- Campus Piacenza besteht seit 1997.

Derzeit werden ca. 43.000 Studenten von ca. 1.400 Professoren und Dozenten betreut. Rektor ist Ferruccio Resta.
Die MIP Politecnico di Milano Business School ist ein Konsortium aus der Politecnico Universität und zahlreichen industriellen und institutionellen Partnern. MIP bietet 13 Ausbildungsprogramme, davon sind 8 Master-Programme.
Es werden folgende Abschlüsse an den 6 Ingenieurschulen und 3 Architekturschulen angeboten:
- Bachelor of Science – B.Sc. (Laurea)
- Master of Science – M.Sc. (Laurea Specialistica/Magistrale)
- Master-Programme – (Master Universitario)
- Doktorstudien/-programme – Ph.D. (Dottorato di Ricerca)

Zur Förderung besonders begabter Studenten gründete das Polytechnikum Mailand zusammen mit dem Polytechnikum Turin 2004 die Alta Scuola Politecnica mit Sitz in Mailand und Turin.

## Persönlichkeiten

### Bekannte ehemalige Professoren
- Franco Albini (Architekt, 1964–1977)
- Luigi Amerio (Mathematiker, 1949–1987)
- Giuseppina Biggiogero Masotti (Geometrie, 1948–1969)
- Camillo Boito (Architekt, 1865–1908)
- Luciano Caglioti (Chemiker)
- Antonio Cassi Ramelli (Architekt, 1937–1964)
- Achille Castiglioni (Designer 1918–2002)
- Carlo Cercignani (Mathematiker)
- Cesare Chiodi (Städtebauer, 1914–1955)
- Giuseppe Colombo (Mechanik, 1865–1911)
- Luigi Dadda (Elektroniker, 1962–1994)
- Giorgio Grassi (Architekt, * 1935)
- Fabrizio de Miranda (Konstrukteur, 1965–1996)
- Ermanno Marchionna (Geometrie, 1969–1988)
- Giulio Natta (Chemiker, 1938–1973), Nobelpreis für Chemie 1963
- Gio Ponti  (Architekt, 1936–1961)
- Alfio Quarteroni (Mathematiker, seit 2002)
- Ernesto Nathan Rogers (Architekt, 1952–1969)
- Orazio Svelto (Materialwissenschaftler, * 1936)
- Adolfo Quilico (Chemiker, 1943)
- Ernesto Nathan Rogers (Architekt, 1964)
- Aldo Rossi (Architekt), Lehrbeauftragter/Dozent 1966–1970
- Marco Somalvico (Robotiker 1980–2001)
- Ettore Sottsass (Designer 1917–2007)
- Antonio Stoppani (Geologe, 1862–1878, 1883–1891)
- Eugenio Gentili Tedeschi (Architekt, 1916–2005)
- Philipp Wündrich (Architekt, * 1980)
- Marco Zanuso (Architekt, 1961–1991)
- Cino Zucchi (Architekt, * 1955)
- Enrico Molteni (Architekt, * 1969)
- Matteo Poli (Architekt, * 1973)

### Bekannte ehemalige Studenten
- Franco Albini (Architekt, 1905–1977)
- Paola Antonelli (Architektin und Museumskuratorin am MoMA in New York City, * 1963)
- Gae Aulenti (Architektin, 1927–2012)
- Ermanno Bazzocchi (Luftfahrtingenieur, 1914–2005)
- Stefano Belisari, in arte Elio (cantante 1961)
- Giuseppe Mario Bellanca (Luftfahrtingenieur, 1886–1960)
- Piero Bottoni (Architekt, 1903–1973)
- Guido Canali (Architekt, * 1934)
- Achille Castiglioni (Architekt und Designer, 1918–2002)
- Paolo Caccia Dominioni (Ingenieur, Architekt, Autor, 1896–1992)
- Attilio Colonello (Maler, * 1930)
- Gian Paolo Dallara (Automobilkonstrukteur, * 1936)
- Gianfranco Ferré (Modedesigner, 1944–2007)
- Beniamino Fiamma (Elektroingenieur, 1899–1985)
- Enrico Forlanini (Luftfahrtingenieur, 1848–1930)
- Carlo Emilio Gadda (Autor, 1893–1973)
- Gualtiero Galmanini (Architekt und Designer, 1909–1976)
- Ignazio Gardella (Architekt, 1905–1999)
- Giorgio Grassi (Architekt, * 1935)
- Adriano Olivetti (Ingenieur)
- Luca Ortelli (Architekt, * 1956)
- Renzo Piano (Architekt, * 1937)
- Giovanni Battista Pirelli (Unternehmer, Politiker, 1848–1932)
- Gio Ponti  (Architekt, 1936–1961)
- Aldo Rossi (Architekt, 1931–1997)
- Luigi Serafini (Designer, Architekt, * 1949)
- Franca Stagi (Industriedesignerin und Architektin, 1937–2008),
- Giuseppe Terragni (Architekt, 1904–1943)
- Matteo Poli (Architekt, * 1973)
- Gianni Vernetti (Architekt, Politiker, Senator, * 1960)